# Ania z Avonlea
Ania z Avonlea (ang. Anne of Avonlea) – książka autorstwa Lucy Maud Montgomery, wydana po raz pierwszy w 1909 roku. Druga część z serii o Ani z Zielonego Wzgórza.
W Polsce wydana pod tym tytułem po raz pierwszy w 1924 roku, w tłumaczeniu Rozalii Bernsztajnowej. Znane jest także tłumaczenie Marcelego Tarnowskiego z 1930 roku pod tytułem Ania z Wyspy. Obecnie wydawana najczęściej w powojennym tłumaczeniu Janiny Zawiszy-Krasuckiej.

## Fabuła
Rezygnując ze swoich marzeń i aspiracji, Ania Shirley nie wyjeżdża na uniwersytet, nie chcąc zostawiać coraz gorzej widzącej Maryli samej w Avonlea. Jednocześnie ta rudowłosa dziewczyna ma mocne postanowienie intensywnej pracy nad sobą, w tym również dokształcenie się, a tymczasowo zostaje nauczycielką w miejscowej szkole (po rezygnacji z tej funkcji na jej rzecz Gilberta Blythe’a). W czasie tego tomu Ania zawiera nowe znajomości (jak chociażby ze swoim sąsiadem, panem Harrisonem czy panną Lawendą z Chatki Ech), umacnia stare przyjaźnie, a przede wszystkim cieszy się życiem.
Ważną zmianą w życiu Ani jest pojawienie się na Zielonym Wzgórzu dzieci, pary bliźniąt osieroconych przez matkę i przygarniętych przez Marylę. Na koniec miał się nimi zaopiekować ich wujek, jednak umarł, a zarówno Ania, jak i Maryla przyjmują tę wiadomość z pewną ulgą, a w każdym razie cieszą się, że Dora i Davy (Tola i Tadzio w polskim przekładzie) zostaną z nimi na zawsze.
K.M.A., czyli Koło Miłośników Avonlea rozwija się, „zarażając” swoją działalnością coraz większą liczbę mieszkańców tego miasteczka. Jedyną wpadką jest pomalowanie Domu Ludowego (na co wcześniej przeprowadzona została zbiórka pieniędzy) na jaskrawoniebieski kolor.
Zakończenie książki jest jakby punktem zwrotnym w uczuciowym życiu Ani. To wtedy, po ślubie panny Lawendy z ojcem swojego najlepszego ucznia – Paula Irvinga (w pierwszym polskim przekładzie: Jaś Irving), dziewczyna po raz pierwszy dostrzega w Gilbercie nie tylko kolegę.

## Bohaterowie
- Ania Shirley
- Diana Barry
- Gilbert Blythe
- Janka Andrews (oryg. Jane Andrews) – obejmująca dyrektorstwo w Nowych Mostach nauczycielka, nie posiadająca wyobraźni, jej metodą na wychowywanie dzieci jest bicie rózgą, członkini K.M.A.
- Jakub Harrison – sąsiad Ani, brany przez mieszkańców za awanturniczego kawalera do czasu przyjazdu jego żony, Emilii.
- Maryla Cuthbert – opiekunka Ani, później także bliźniąt – Toli i Tadzia.
- Małgorzata Linde (oryg. Rachel Lynde) – źródło wszystkich plotek w Avonlea, serdeczna przyjaciółka Maryli Cuthbert i Emilli Harrison. Pod koniec części, umiera jej mąż – Tomasz Linde, a pani Małgorzata ze względu na samotność i kłopoty finansowe wprowadza się na Zielone Wzgórze.
- Tola Keith (oryg. Dora Keith)  – osierocona córka Marii Keith, siostra Tadzia. Dziewczynka bardzo zrównoważona i opanowana.
- Tadeusz „Tadzio” Keith (oryg. David Keith)  – brat bliźniak Toli, straszny łobuz, przez którego Ania miała wiele kłopotów
- Jaś Irving (oryg. Paul Irving) – najlepszy uczeń Ani posiadający równie wspaniałą jak Ania, wyobraźnię, syn Stefana Irvinga. Do czasu przyjazdu ojca ze Stanów, mieszkał z babcią, która codziennie na śniadanie dawała mu miskę, znienawidzonej przez niego, owsianki...
- Lawenda Lewis (po ślubie Irving) – mieszka w Chatce Ech wraz z Karoliną Czwartą. Pod koniec powieści wychodzi za Stefana Irvinga i wraz z nim, Jasiem oraz Karoliną Czwartą, wyjeżdża do Bostonu
- Karolina Czwarta – tak naprawdę Eleonora – najmłodsza z czterech sióstr państwa Bowman. Mieszka i pracuje w Chatce Ech.
- Stefan Irving – ukochany, a później mąż panny Lawendy, ojciec Jasia Irvinga.
- Emilia Harrison – żona pana Harrisona, która po swoim niespodziewanym przyjeździe całkowicie odmienia jego charakter, a także czystość domu, serdeczna przyjaciółka pani Linde
- państwo Allan – pastor i jego żona, pod koniec części wyjeżdżają z Avonlea
- Alfred „Fred” Wright – ukochany Diany, członek Koła Miłośników Avonlea